# 中内正夫
中内 正夫（なかうち まさお、1927年1月25日 - ）は、日本の英文学者。
福岡県出身。広島文理科大学英文科卒、1958年東京大学大学院英文科修士課程修了、東京理科大学講師、慶應義塾大学講師、中央大学助教授、教授、創価大学文学部教授。創価女子短期大学教授を四年務めた。97年定年。

## 著書
- 『英語表現法』成美堂 1978
- 『エミリ・ディキンスン 露の放蕩者』南雲堂 1981
- 『英作文の征服』双文社 1982
- 『文学逍遥の記』南雲堂 2007

### 共編著
- 『英語表現べからず辞典』南紀子共編著 南雲堂 1986
- 『お気に召すまま 英検2級レベル』編著 日本英語教育協会 シェイクスピア名作ダイジェスト 1986
- 『ジュリアス・シーザー 英検2級レベル』編著 日本英語教育協会 シェイクスピア名作ダイジェスト 1986
- 『英語コンサルタント』浅山龍一,木下薫共著 南雲堂 1990
- 『英文和訳の征服』浅山竜一共著 双文社 c1992

### 翻訳
- エリザベス・ジェニングス『詩をあなたのものに』南雲堂 1969
- アルヴィン・C.ユーリッチ編『大学の明日を考える アメリカからの提言』森松健介共訳 中央大学出版部 UL双書 1969
- C.ドーソン『ヨーロッパをどう理解するか』高谷毅共訳 南雲堂 1969
- R.メイヘッド『文学へのめざめ』中央大学出版部 CUL双書 1971

## 論文
- 中内正夫